# Tamparuli

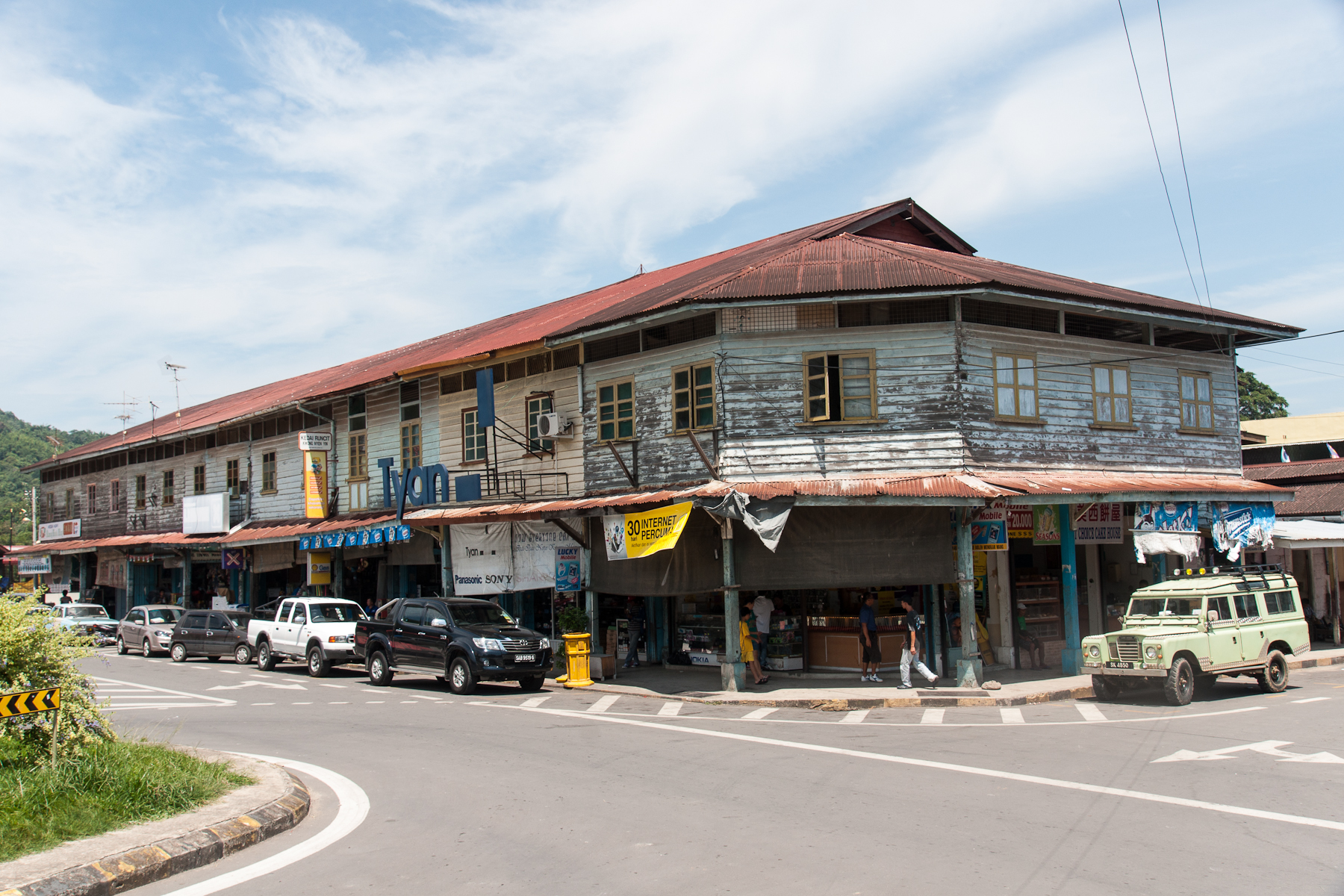
Historisches shophouse im Stadtzentrum von Tamparuli

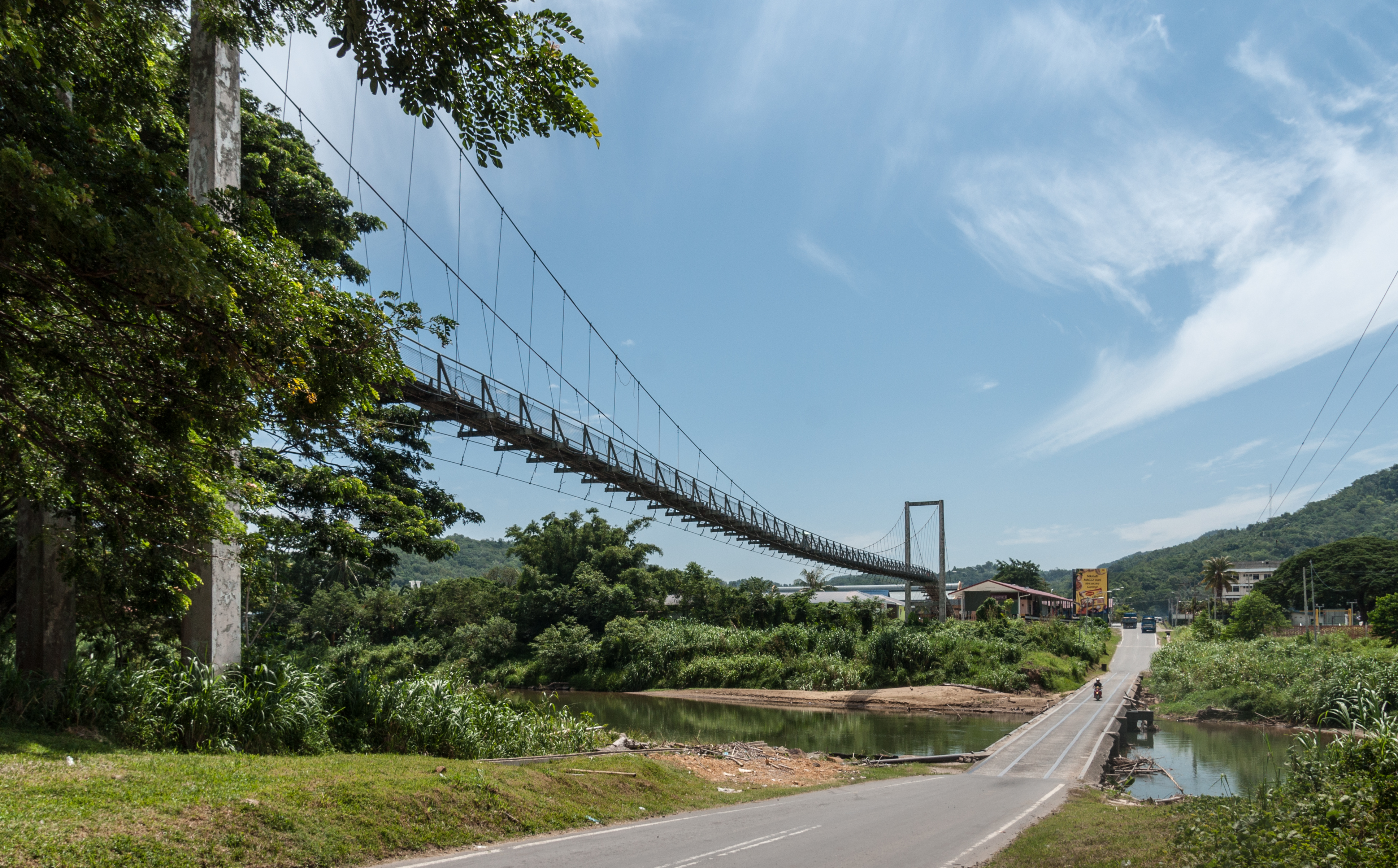
Hängebrücke und alte Straßenbrücke über den Sungai Tuaran

Tamparuli ist eine Kleinstadt an der Westküste des Bundesstaates Sabah in Malaysia. Sie liegt etwa 30 Kilometer nordöstlich der Hauptstadt Kota Kinabalu und ist Teil des Distrikts Tuaran im Gebiet West Coast Division. Tamparuli ist ein Unterdistrikt von Tuaran.

## Demographie
Von den 31.000 Einwohnern Tamparulis gehören 75 % der ethnischen Gruppe der Kadazan-Dusun an, gefolgt von Chinesen (15 %) und Bajau (8 %).

## Namensherkunft
Der Name Tamparuli entlehnt sich den Worten Di tampar oleh air, was etwa geschlagen vom Wasser bedeutet. Man erzählt sich, dass Tamparuli einstmals von bruneiischen Händlern aufgesucht werden sollte, die es aber wegen der reißenden Strömung nicht schafften, die flussaufwärts gelegene Siedlung zu erreichen. Später wurde Di tampar oleh air dann zu Tamparuli verkürzt.

## Geschichte
Die Ursprünge der Stadt gehen auf ein Dorf zurück, das auf dem erhöhten Platz am Flussufer stand und als Kampung Pengait bekannt war. Der Name bedeutet so viel wie Dorf der Kopfjäger. Aufzeichnungen über Britische Kolonialisten beginnen in den 1930er Jahren; möglicherweise fanden Aktivitäten der North Borneo Chartered Company allerdings bereits wesentlich früher statt.

## Über die Stadt
Wie viele Kleinstädte in Sabah besteht die Stadt aus einigen neueren, in Betonbauweise errichteten Häusern und ebenso aus alten Häusern in Holzbauweise. Tamparuli liegt an der Fernstraße von Kota Kinabalu nach Sandakan und ist deshalb ein beliebter Halt für eine Rast. Tamparuli ist Ausgangspunkt für Wildwasserfahrten auf dem Sungai Kiulu.
Innerhalb Tamparuli gibt es starke Bestrebungen, einen eigenen Distrikt mit eigener Verwaltung (district office) zu bilden. Um diesem Ansinnen Vorschub zu leisten, wird auf einigen Webpräsenzen der Eindruck vermittelt, dass Tamparuli bereits den Status eines Distriktes habe. Tatsächlich ist die Stadt nach wie vor Teil des Distrikts Tuaran.

## Wirtschaft
Obwohl der Anbau von Reis und Naturkautschuk den Haupterwerbszweig der Bewohner darstellt, gibt es nur wenige, die dies in großem Stil betreiben können, da nur wenig geeignetes Gelände zur Verfügung steht. Viele Einwohner leben deshalb von kleinbäuerlicher Land- und Viehwirtschaft sowie von Obst- und Gemüseanbau. Die Produkte werden gewöhnlich im lokalen Markthaus (Pasar Tamu) zum Verkauf angeboten. Das mittlere Monatseinkommen liegt zwischen 180 und 200 Euro.

## Historische Architektur

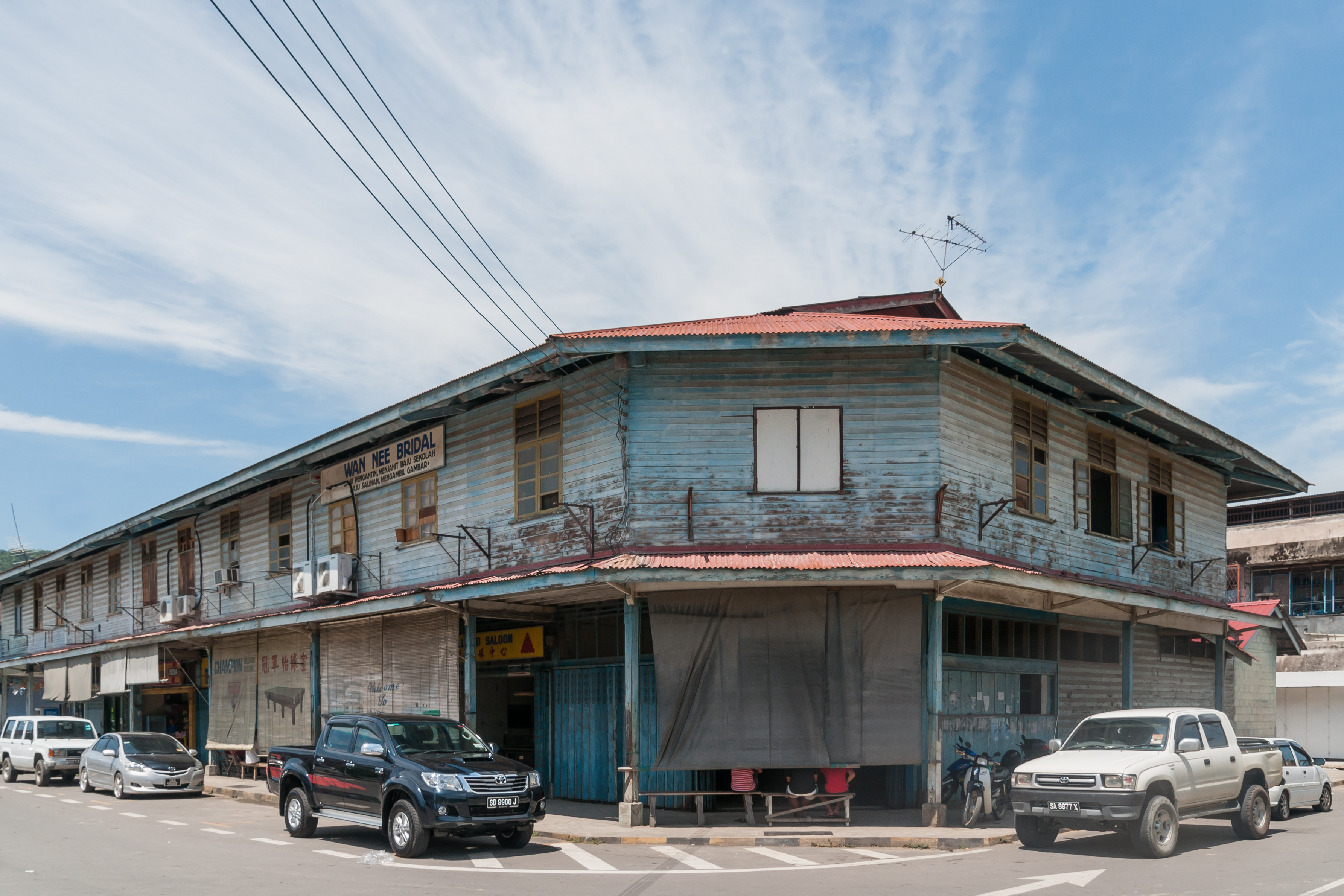
Altes Ladengebäude (shophouse)

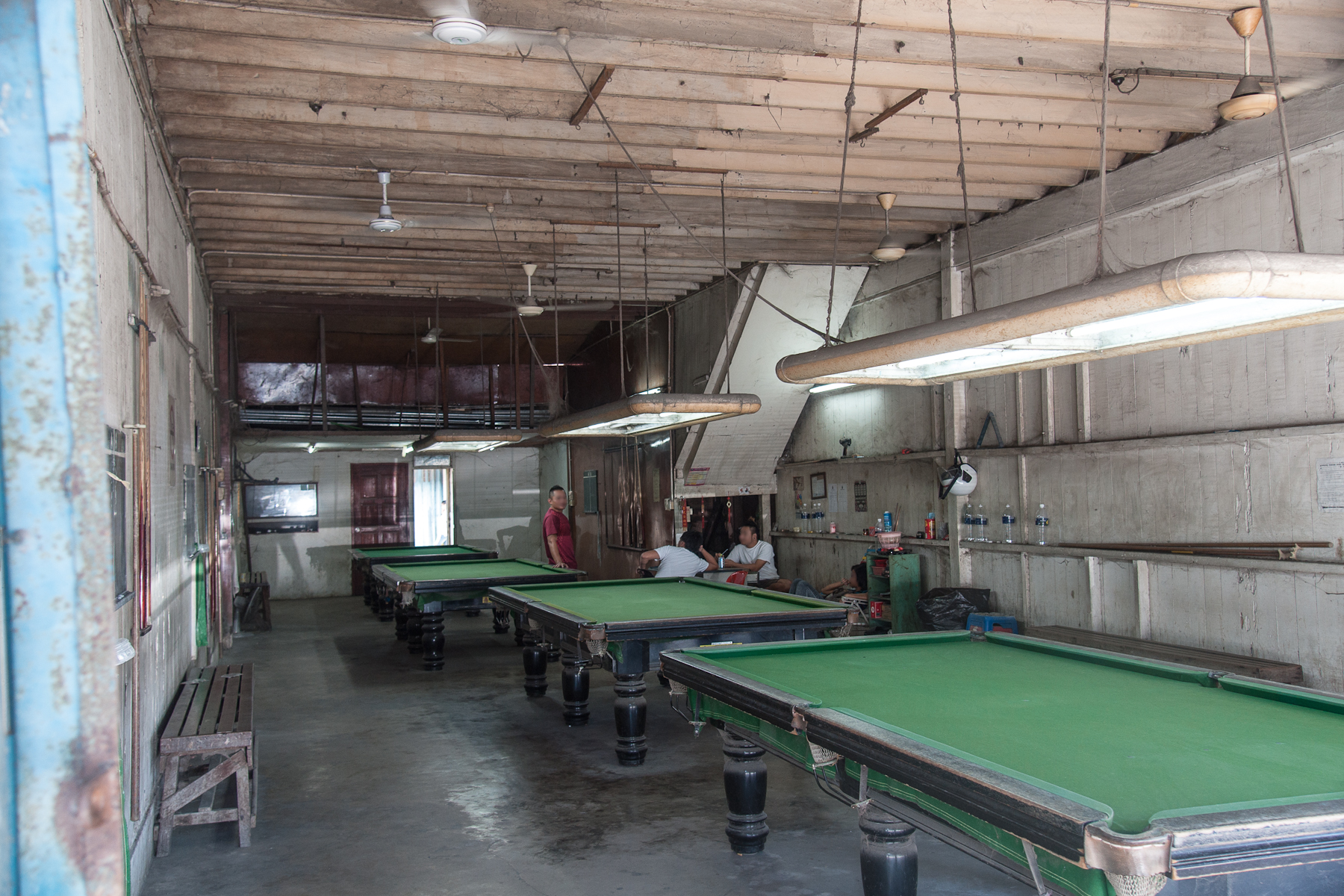
Billardsalon in einem shophouse

Tamparuli gehört zu den Städten an der Westküste Sabahs, deren historische Bebauung in Teilen bis heute erhalten ist. Dazu gehören unter anderem
- die in den 1930er Jahren durch britische Ingenieure errichtete Landbrücke über den Tuaran-Fluss,
- eine aus zwei Ladenhäusern und einem kleineren Haus bestehende Reihe von traditionellen shophouses, die direkt am Marktplatz (tamu) anschließt und
- eine aus zwei Ladenhäusern bestehende Reihe von Geschäften, die ursprünglich in zweiter Reihe hinter einer Reihe von zwei Ladenhäusern stand. Diese direkt am ursprünglichen tamu gelegene Reihe von zwei Ladenhäusern existiert heute nicht mehr. Die beiden shophouses fielen bereits 1976 und 2008 einem Brand zum Opfer und wurden durch moderne Bauten ersetzt.

## Sehenswürdigkeiten
Neben den historischen Ladenhäusern ist die bekannteste Sehenswürdigkeit von Tamparuli eine lange Hängebrücke, die im Lied Jambatan Tamparuli, einem volkstümlichen Lied der Kadazan-Dusun, besungen wird. Obwohl ein Stück flussabwärts eine Straßenbrücke für den Autoverkehr errichtet wurde, blieb die alte Hängebrücke bestehen, da schwere Regenfälle die Straßenbrücke häufiger überfluten. Als die Hängebrücke im Jahr 2005 schließlich einem Unwetter zum Opfer fiel, wurde ein Stück flussaufwärts die heutige Hängebrücke über den Sungai Tuaran errichtet.